# Чехрак (река)
Чехрак (Чохрак; адыг. Щэхъурадж) — река в Краснодарском крае и Адыгее, левый приток Лабы (бассейн Кубани).
Название происходит от тюрк. чага — «река» и арык — уменьшительно-ласкательный суффикс и переводится как «ручеёк, источник». Название было заимствовано со времён контролирования территории Османской империей. До этого у реки был свой топоним — адыг. Щыгупсын — адыг. Щэндж — «мелкий, неглубокий» и адыг. псыхъу — «река», то есть переводился так же. По другой версии, топоним происходит от адыг. Шыргупс — один из верховных богов темиргоевцев. В таком случае название состоит из араб. шер‎ — «зло», адыг. гу — «сердце» и адыг. псы — «вода», но переводится как «святая вода».

## Течение

Бассейн Кубани

Река образуется от слияния рек Большой и Малый Чохрак на территории хутора Северного Мостовского района Краснодарского края. Течёт вначале на запад. После поворачивает на север. Ниже села Унарокова входит в пределы Адыгеи. Ниже хутора Красного поворачивает на северо-запад и выходит в долину Лабы, и далее течёт по ней до устья. Близ станицы Дондуковской река пересекается железной дорогой на линии Курганная — Комсомольская. Здесь река подходит очень близко к Фарсу (наименьшее расстояние — 343 м), но перед рекой сворачивает на север. Далее уходит от Фарса. Затем поворачивает на северо-запад. Впадает в реку Лабу с левой стороны, в 96 км от её устья, в 5,7 км к югу от станицы Темиргоевской.
Река протекает по территории Кошехабльского, Гиагинского и Шовгеновского районов Адыгеи, а также по территории Мостовского района Краснодарского края.

## Бассейн
- Чехрак
  - Большой (Мокрый) Чохрак — (пр)
    - б. Азиатская — (пр)

  - Малый Чохрак — (лв)
  - б. Холодная — (пр)

## Населённые пункты
- х. Северный
- х. Славянский
- с. Унароково
- х. Чехрак
- х. Красный
- аул Блечепсин
- х. Игнатьевский
- х. Смольчев-Малиновский
- х. Нечаевский
- пос. Дружба
- пос. Чехрак

## Данные водного реестра
По данным государственного водного реестра России относится к Кубанскому бассейновому округу, водохозяйственный участок реки — Лаба от истока до впадения реки Чамлык. Речной бассейн реки — Кубань.
По данным геоинформационной системы водохозяйственного районирования территории РФ, подготовленной Федеральным агентством водных ресурсов:
- Код водного объекта в государственном водном реестре — 06020000712108100003779
- Код по гидрологической изученности (ГИ) — 108100377
- Код бассейна — 06.02.00.007
- Номер тома по ГИ — 08
- Выпуск по ГИ — 1